# Алей (река)
Але́й (в верховье — Восточный Алей) — река в Алтайском крае России, левый приток Оби.
Длина — 858 км (без Восточного Алея — 828 км), площадь водосборного бассейна — около 21 100 км². Впадает в Обь на 3461 километре от её устья, в 4 км к северо-востоку от села Усть-Алейка). Самая длинная река Алтайского края.

## Географические сведения

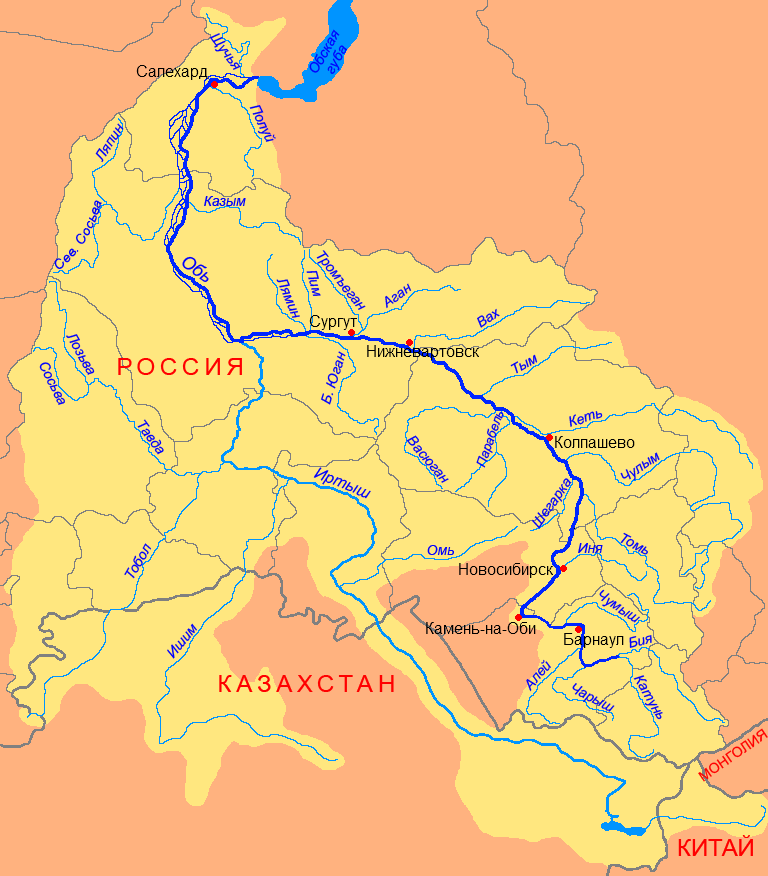
Бассейн Оби

По характеру долины и руслу река делится на три части:
- 1) верхнее течение — от истоков до села Староалейского,
- 2) среднее течение — от села Староалейского до впадения реки Поспелихи,
- 3) нижнее течение — от впадения реки Поспелихи до устья.

В верховьях Алей протекает в отрогах Тигирецкого хребта на высоте 810 метров над уровнем моря и Колыванского хребта, в среднем и нижнем течении — по Приобскому плато вдоль ложбины древнего стока.
В верховьях, до впадения реки Глубокой, Алей представляет полугорный поток со средним уклоном в межень 10,9 %. Русло узкое, каменистое, не разветвлённое. На втором и третьем участке река представляет собой меандрирующий по пойме поток шириной 25—40 м, её уклон резко уменьшается (1,47—0,88 %). Для всей верхней части характерны значительные скорости течения. На втором и третьем участках наблюдаются интенсивные русловые деформации.
Высота устья — 136 м над уровнем моря.
Ширина долины в верхнем течении на участке от села Староалейского до села Локоть достигает 3—5 км. Правый склон крутой, расчленён долинами притоков, логами и балками; левый склон большей частью обрывистый. Высота берегов достигает 10—13 м. Ниже села Локоть долина достигает 5—8 км ширины.
В нижнем течении долина врезается в Приобское плато на глубину 60—70 м и её ширина уменьшается до 3—4 км. Склоны местами обрывистые, сложены суглинистыми грунтами, расчленены глубокими оврагами, балками и долинами притоков.
Пойма сухая, заросшая травой и кустарником. В среднем течении пойма двусторонняя (до села Локоть) шириной 1,5—3 км, а ниже расширяется до 4—5 км. Поверхность поймы сильно пересечена излучинами реки и старицами, а в прирусловой части — прирусловыми валами. Ниже села Локоть пойму пересекают продольные протоки Алея: Склюиха, Вавилон. В нижнем течении пойма развита в виде больших массивов (длиной 8—15 км), расположенных между крупными излучинами реки, поочерёдно у одного из берегов. Преобладающая ширина поймы 2—6 км.

## Водный режим
Питание снеговое и дождевое. Среднегодовой расход воды — 33,8 м³/с. Устойчивый ледостав с середины ноября по начало апреля.
Сток зарегулирован гидротехническими сооружениями как на самой реке (Гилёвский гидроузел, подпорные плотины у села Весёлоярск и у города Рубцовска, Склюихинское водохранилище), так и на притоках (водохранилище объёмом свыше 1 млн м³ на реках Клепечихе, Язевке, Зиминке и др.).
Для естественного гидрологического режима Алея характерны: высокое (до 5—7 м) продолжительное весеннее половодье (с апреля по июнь) и низкие (0,2—1 м) редкие дождевые паводки в тёплое время года; летне-осенняя и зимняя межень с низким уровнем воды. На реке отмечено полное или частичное затопление поймы за счёт высокого стока и подъёма уровня воды от заторов льда.
Регулирование реки ухудшает условия затопления поймы на расстоянии 750 км (до города Алейска). По мере зарегулирования, особенно после строительства Гилёвского водохранилища (1981), на всём протяжении реки (исключая верховья) произошли срезка максимальных уровней воды и уменьшение сроков половодья, сократились площадь, частота и длительность времени затопления пойменных земель, усилилась деформация русла, изменился ледовый режим на участке Гилёво — Локоть. В результате ухудшения режима затопления поймы идёт её остепнение и засоление.
По состоянию на 2012 год, вплоть до села Локоть пойма практически не затопляется.
В среднем течении пойму пересекают крупные продольные протоки: Склюиха (длина 40 км), Башмачиха (15 км), Вавилон (40 км).

## Притоки
(км от устья)
- 47 км: Красноярка
- 93 км: Чистюнька
- 100 км: Зиминка
- 177 км: Горевка (60 км)
- 200 км: Плотавка
- 220 км: Солоновка
- 230 км: Язевка (53 км)
- 283 км: Клепечиха (62 км)
- 319 км: Поперечная (106 км)
- 335 км: Вавилон
- 376 км: Поспелиха
- 424 км: Кизиха (56 км)
- 443 км: протока Башмачиха
- 450 км: протока Склюиха
- 567 км: протока без названия
- 585 км: река без названия
- 624 км: Золотуха (68 км)
- 625 км: протока Исток
- 645 км: Устьянка
- 656 км: Сухая Речка
- 676 км: Тушканиха
- 679 км: Ближняя Щелчиха
- 686 км: Солоновка
- 689 км: Каменка
- 714 км: Березовка
- 720 км: Корболиха (55 км)
- 741 км: Шапаревка
- 751 км: Гольцовка (59 км)
- 755 км: Таловка
- 769 км: Каменка
- 777 км: Плоская
- 778 км: Крутиха
- 787 км: Большая Боровлянка
- 805 км: Шипуниха
- 809 км: Большая Черепаниха
- 819 км: Боровлянка
- 821 км: Глубокая
- 828 км: Булочный Алей
- 832 км: Чесноков Алей

## Хозяйственное значение
Бассейн Алея составляет 11 % площади Алтайского края и охватывает, полностью или частично, территорию 12 административных районов края. На берегах реки расположены города Рубцовск, Алейск, крупные сёла Староалейское, Гилево, Веселоярск, райцентры Поспелиха и Шипуново.
Для орошения создана Алейская оросительная система, первая очередь которой была построена в 1933 году и обеспечивала водоснабжение 11 тыс. га пахотных земель, затем площадь орошаемых земель была доведена до 50,6 тыс. га.
Для аккумулирования речного стока в верховьях реки построено Гилёвское водохранилище, для снабжения водой города Рубцовска в пойме реки построено Склюихинское водохранилище.
На реке развито спортивное и любительское рыболовство на пескаря, окуня, щуку, хариуса, тайменя, плотву, толстолобика, леща, судака, сазана, карпа, речного гольяна и раков.

## Этимология
В начале 1700-х годов Алей уже носил своё название. Архив Колывано-Воскресенского Горного начальства свидетельствует: "…киргизы выходили из-за Иртыша к русским Алтайским селениям иногда массами, причём, любили останавливаться для кочевья преимущественно по реке Алей… ".
Через Алтай, его восточную предгорную часть (Змеиногорский уезд), проходил караванный торговый путь из Бухары в Томск. Возможно, топоним Алей был занесён извне. Исследователь Н. Печерский пишет: «На свой лад русские первопоселенцы переделали и название реки Алей. Аборигены называли его Ылай, что означает „мутный“. А его воды действительно почти на всем протяжении содержат в себе глинистую муть…». Учёный М. Ф. Розен — составитель словаря географических терминов Западной Сибири отмечает, что в Западной Сибири широкое употребление имеют термины до-русского населения. Они прочно вошли в топографическую номенклатуру.
На карту Сибири XVI—XVII веков, составленную до 1614 года, нанесены многие реки и озера Алтая и Кулундинской степи. Изображена Обь с образующими её Бией и Катунью и обозначением их названий. Левый же крупный приток верховий Оби не имеет названия. Судя по положению на карте, это река Алей. На карте указаны реки Бердь, Иртыш, Омь, Таратас, оз. Чаны и даже Башкаус с Чулышманом. Можно предположить, что река Алей не имела промыслового значения и, быть может, её имя было достоянием кочевников.
Есть и другая версия — ханская. Во все века алтайскую землю населяли различные племена. Их беспокойными соседями в XVI веке были многочисленные группы татарского населения во главе с сибирским ханом Кучумом. Воинственный хан имел большую родословную.
В ночь с 5 на 6 августа 1584 года в ходе нападения на отряд погиб казачий атаман, исторический завоеватель Сибири Ермак. В операции принимал участие Кучум вместе с одним из своих сыновей — Алеем, о чём пишет в романе «Ермак» писатель Евгений Фёдоров. Последнее упоминание об Алее встречается в 1638 году. Дальнейшая судьба хана Алея неизвестна.
Совпадение имён не означает, что река названа в честь сибирского хана. Но есть такая любопытная аналогия. Среди татарских ханов Сибири известны Кучум, Карача, Ишек, Ишим… Их имена сохранились, в том числе, в названиях озёр Кучук и Карачи, рек Иша, Ишим и других.
«В XVII веке остятские поселения на территории Сибири разделились на волости и многие из них носили одноимённые названия», — говорится в книге «Путешествия Спафария». Так волость Чюлымская (князя Чюлыма), волость Кондыкина (князя Кондыки).
Тем не менее, это лишь версии происхождения названия реки Алей.

## История
Заселение поймы реки Алей человеком началось в эпоху верхнего палеолита — об этом свидетельствует челюсть ребёнка возрастом 1,5 года, найденная археологами АлтГУ. Возраст находки — от 10 до 30 и, возможно, до 40 тыс. лет. На зубах выявлены следы эмалевой гипоплазии. Из челюсти взяли образцы и отправили в Оксфорд для секвенирования ДНК. В настоящее время челюсть хранится в Музее археологии и этнографии Алтая.
Начало активного заселения Алтая и берегов Алея русскими приходится на рубеж XVII и XVIII веков. В 1748 году прапорщик Пимен Старцев составил «роспись земель, состоящих в ведении Колывано-Воскресенской канцелярии», где значилось, что по руслу Алея и его притокам уже насчитывалось 36 поселений с числом дворов более 400. С развитием здесь горнорудного производства росло население, формировались новые деревни. Так, в 1749 году появились деревни Бобково и Красный Яр, что лежат ниже по течению от Рубцовска. Годом раньше появились деревни Гилёво, Поспелиха.
После царского указа 1 мая 1747 года, согласно которому все Демидовские мастеровые перешли в ведение новой заводской администрации, особое внимание было уделено заселению бассейнов рек Чарыша и Алея, то есть земель, расположенных в непосредственной близости от Колывано-Воскресенского завода и рудников. Начальник канцелярии Колывано-Воскресенского горного начальства А. Бээр в одном из рапортов в Сенат в 1748 году писал: "Около Колыванского завода по рекам Алею и протчим за дальностью того завода от слобод к разведению хлебопашества и для близости к работам население таковых нужно… ".
В первой половине XIX века осуществлялись попытки использовать Алей как судоходную магистраль для доставки грузов со Змеиногорского рудника на Барнаульский сереброплавильный завод. Козьма Дмитриевич Фролов предложил водный путь, который должен был начинаться в Колыванском озере, в районе Курьи проходить по каналу из речки Локтевки в Поперечную, а далее по Алею — в Барнаул.

## Данные водного реестра
По данным государственного водного реестра России относится к Верхнеобскому бассейновому округу, водохозяйственный участок реки — Алей от Гилёвского гидроузла и до устья, речной подбассейн реки — бассейны притоков (Верхней) Оби до впадения Томи. Речной бассейн реки — (Верхняя) Обь до впадения Иртыша.